# Opel X14XE
La sigla Opel X14XE indica un motore a scoppio prodotto dal 1994 al 2000 dalla Casa automobilistica tedesca Opel.

## Caratteristiche

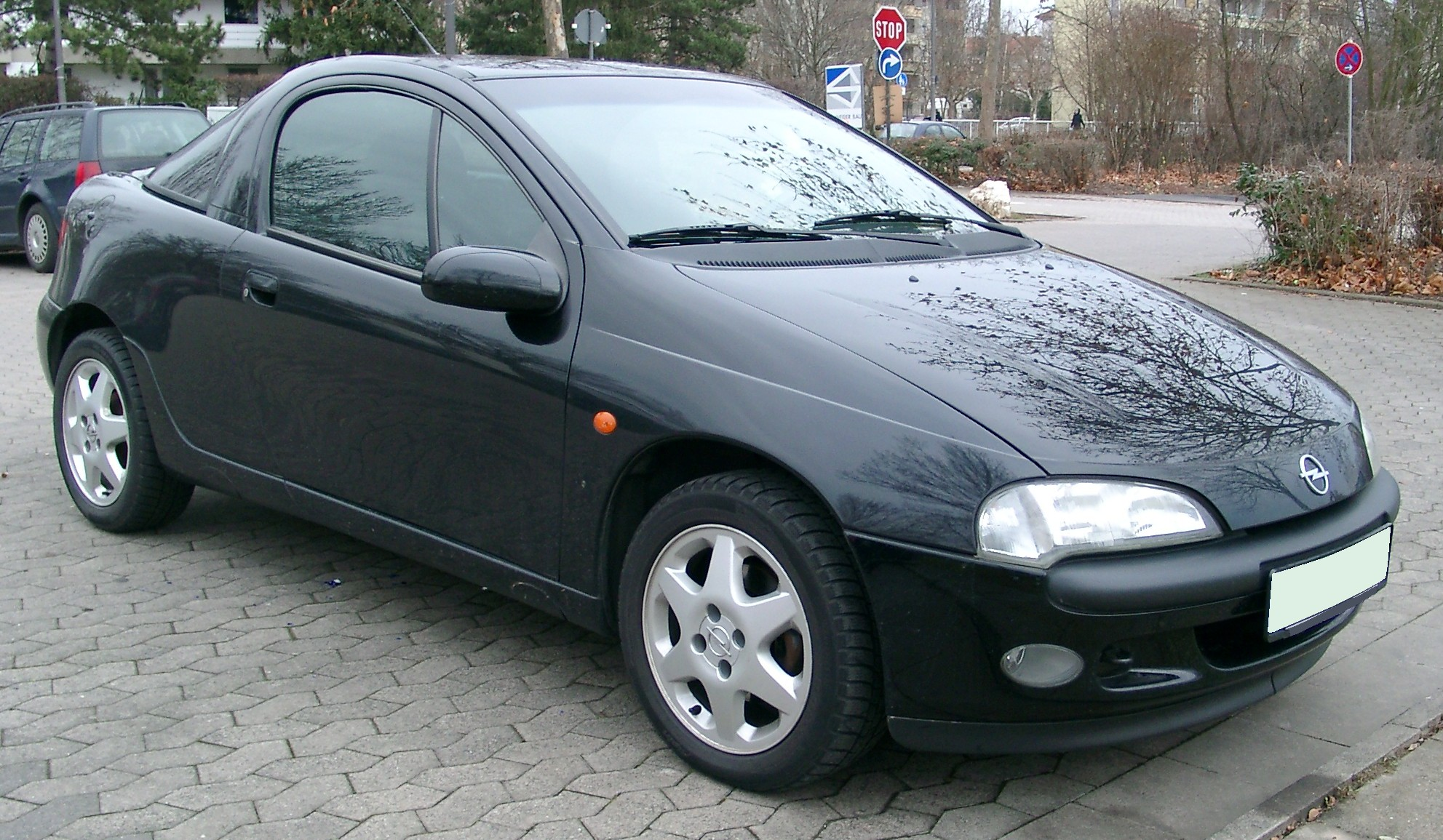
Una classica applicazione del motore Opel X14XE è stata la Opel Tigra

Il motore X14XE della Opel è stato introdotto come una delle varianti dei 1.4 OHC Four. Date le sue caratteristiche di basso consumo e basso inquinamento (già al suo esordio rispettava le normative Euro 2, allora non ancora introdotte), a partire dal 1996, è stato spostato senza alcuna variazione di rilievo alla famiglia di motori Family I.

Il motore X14XE era un 4 cilindri in linea caratterizzato dalla distribuzione bialbero a 4 valvole per cilindro. il basamento era in ghisa, mentre la testata era in lega di alluminio. Il suo rapporto di compressione era di 10.5:1, mentre l'alimentazione era affidata ad una centralina Multec S. Questo motore era anche dotato di un sistema per la prevenzione dei battiti in testa. La potenza massima era di 90 CV a 6000 giri/min, con un picco di coppia pari a 125 N·m a 4000 giri/min. Nel periodo di appartenenza alla famiglia OHC Four, le applicazioni di questo motore includevano i seguenti modelli:
- Opel Corsa B 1.4i 16v (1994-2000);
- Opel Tigra 1.4i 16v (1994-2000);
- Opel Astra F 1.4i 16v (1996-98).
- Opel Astra G 1.4i 16v (primissimi esemplari del 1998)

Il motore X14XE fu sostituito dal motore Z14XE con caratteristiche di coppia motrice e potenza identiche; quest'ultimo rispettava la normativa Euro 4.